# Mad Detective
Mad Detective (San taam) è un film del 2007 diretto da Wai Ka-Fai e Johnnie To.

## Trama
Chan Kwai-Bun è un detective geniale, ma dai metodi a dir poco eccentrici.
Licenziato, viene contattato dall'ispettore Ho Ka-On, che con altri poliziotti sta investigando inutilmente da mesi sulla scomparsa dell'investigatore Wong Kwok-Chu.
La vicenda, di tipo poliziesco, con i metodi di Bun assume dei riflessi sempre più allucinati, complicata dai falsi indizi disseminati dal colpevole.